# Élodie Bouchez

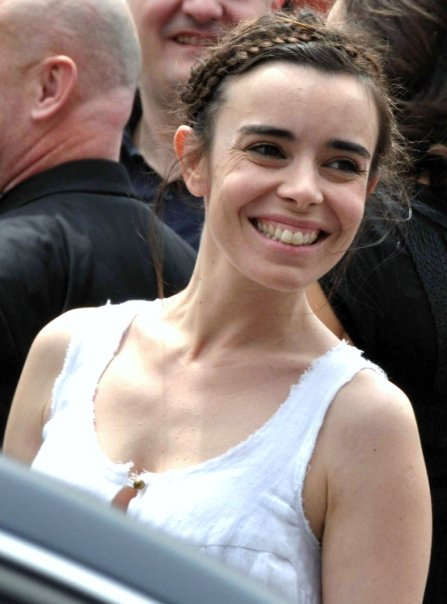
Élodie Bouchez la Festivalul de Film de la Cannes 2009.

Élodie Bouchez (n. 5 aprilie 1973, Montreuil, Franța) este o actriță franceză, câștigătoare a [[Premiul César|Premiului César}}. Locuiește în Beverly Hills, California împreună cu soțul ei, Thomas Bangalter.

## Filmografie
- Ma place au soleil (2006)
- Sorry, Haters (2005) - Éloïse
- Brice de Nice (2005) - Jeanne
- CQ (2001) - Marlène
- The Dreamlife of Angels (1998) - Isabelle 'Isa' Tostin
- The Proprietor (1996)
- 3000 scénarios contre un virus (1994) - Julie
- Wild Reeds (1994) - Maïté Alvarez